# Arazo Arif
Arazo Arif, född 1991 i iranska Kurdistan, är en svensk poet, manusförfattare, regissör och multimedial konstnär. Hon är verksam i Sverige och har gjort sig känd för sitt arbete med teman som våld, kroppslighet, sexualitet, och psykisk ohälsa.

## Biografi
Arif föddes i iranska Kurdistan 1991 och flyttade senare till Sverige. Hon har en masterexamen i litterär gestaltning från Akademin Valand. Hon har även studerat psykologi, sociologi och statsvetenskap.

## Författarskap
Arazo Arif debuterade 2020 med diktsamlingen Mörkret inuti och fukten, utgiven av Albert Bonniers Förlag. Boken behandlar bland annat våld i nära relationer, sexualitet och kroppens erfarenheter, och har uppmärksammats för sin explicita och experimentella stil.
Hon har också skrivit förord och översättningar till verk av bland andra Jean Rhys och Audre Lorde. Exempel är Godmorgon, midnatt! av Rhys och Lordes Härskarens verktyg kommer aldrig att montera ned härskarens hus.

## Film och media
Arif har medverkat i filmproduktioner som dokumentären Yasin: See Me Shine (2021) samt spelfilmen Opponent (2023). Hon är också programledare för podcasten Looney Talks, som undersöker kopplingar mellan kreativitet och psykisk ohälsa.

## Aktivism och konst
Arazo Arif är medlem i konstnärskollektivet Misschiefs och har varit aktiv inom kvinnojoursrörelsen. Hon använder ofta sitt konstnärskap för att lyfta frågor om social rättvisa och kvinnors rättigheter.

## Utmärkelser
År 2024 tilldelades hon Elin Wägner-stipendiet för sitt engagemang i kvinnors rättigheter och social rättvisa.